# Laxang Co
Laxang Co (kinesiska: Laxiang Cuo, 拉相错) är en sjö i Kina. Den ligger i den autonoma regionen Tibet, i den sydvästra delen av landet, omkring 680 kilometer nordväst om regionhuvudstaden Lhasa. Laxang Co ligger 5 160 meter över havet. Trakten runt Laxang Co är ofruktbar med lite eller ingen växtlighet.
Genomsnittlig årsnederbörd är 276 millimeter. Den regnigaste månaden är augusti, med i genomsnitt 69 mm nederbörd, och den torraste är januari, med 3 mm nederbörd.